# جیلن آدامز

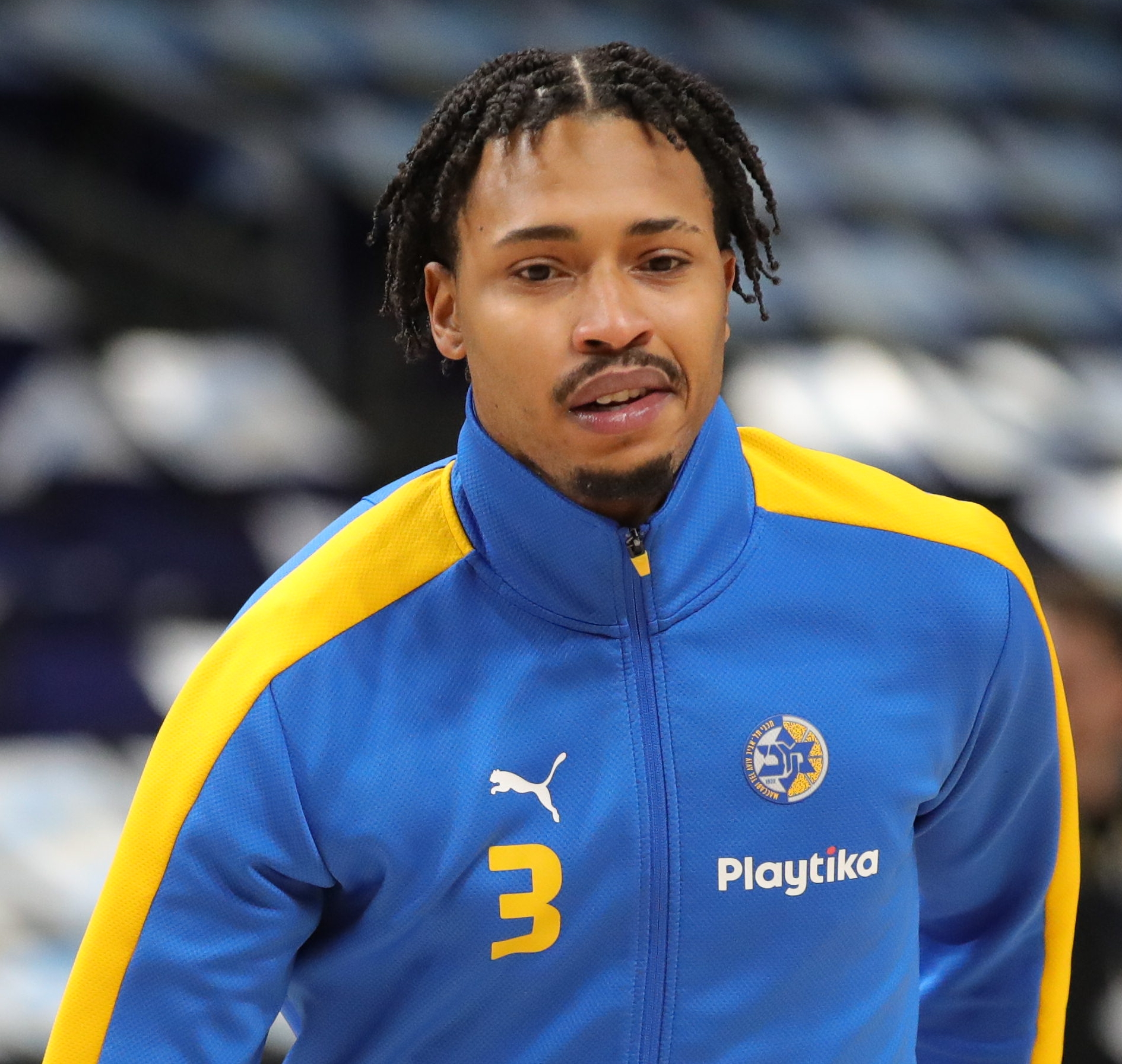
جیلن آدامز - ۲۰۲۲

جیلن آدامز (انگلیسی: Jalen Adams؛ زادهٔ ۱۱ دسامبر ۱۹۹۵) بازیکن بسکتبال اهل ایالات متحده آمریکا است.